# Племенникът чужденец
„Племенникът чужденец“ е български игрален филм (детски, фентъзи) от 1990 година на режисьора Мариана Евстатиева-Биолчева, по сценарий на Боян Биолчев. Оператор е Виктор Чичов. Създаден е по мотиви от приказката „Младият англичанин“ на Вилхелм Хауф. Музиката във филма е композирана от Симеон Пиронков.

## Актьорски състав
- Коста Цонев – непознатият
- Любомир Димитров – кметът
- Гунар Хелм – маймуната
- Павел Поппандов – генералът
- Ицхак Финци
- Васил Банов – върховният съдия
- Кирил Кавадарков – попът
- Илия Раев
- Николай Цанков
- Стефка Янорова
- Анета Сотирова – жената на генерала
- Изолда Кюн
- Грациела Бъчварова
- Урсула Хофман
- Вера Драгостинова
- Славян Габровски
- Ели Йорданова
- Катя Димитрова
- Петър Терзиев
- Симеон Викторов
- Николай Калчев
- Рашко Младенов – учителят по музика
- Велико Стоянов

В епизодите:
- Сузане Барт
- Валя Илиева
- Анке Залцман
- Инга Маркова
- Убрихт Емерих

и други